# Getallen in de Chinese cultuur
In de Chinese cultuur worden bepaalde getallen beschouwd als gelukbrengend (吉利) of ongelukbrengend (不利), afhankelijk van de positieve of negatieve betekenis van het Chinese woord dat ongeveer hetzelfde klinkt. Er zijn ook Chinezen die dit als bijgeloof beschouwen. 
Men geeft grote bedragen uit om een bepaald gelukbrengend telefoonnummer, huisnummer, verdieping, rijbewijsnummer, autonummerbord, bankrekeningnummer enzovoorts te bemachtigen.

## Geluksgetallen
Geluksgetallen klinken in het Chinees als een ander Chinees woord dat een positieve betekenis heeft. De getallen zes, acht en negen zijn gelukbrengend. 
Sommige Chinezen menen zelfs dat drie keer 6 oftewel 666 ook voor geluk zorgt, omdat het samen 18 is. Zo zijn er bijvoorbeeld in het zuiden van China restaurants met 666 in of zelfs als hun naam.

## Ongeluksgetallen

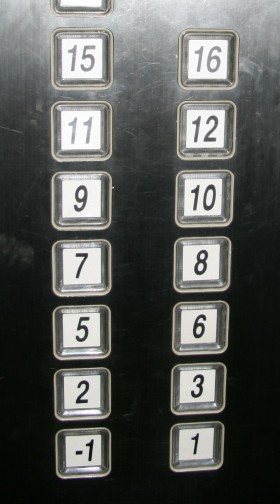
Een lift in een appartementengebouw in Shanghai. De ongeluksgetallen 4, 13 en 14 ontbreken.

Ongeluksgetallen zijn vier, vijf, zes en zeven. Vier klinkt in verschillende Chinese talen, Japans, Koreaans en Vietnamees hetzelfde als het woord voor "dood" ('si' of 'shi') en wordt daarom vaak weggelaten bij het nummeren van verdiepingen. Er bestaat een heuse tetrafobie (angst voor het getal vier). Vijf klinkt in het Standaardkantonees en Standaardmandarijn ongeveer hetzelfde als "niet". Zes/Lok herinnert in het Standaardkantonees aan het woord "vallen/Lôk" (落). De zevende maand van de Chinese kalender is de maand van de hongerige geesten. Volgens de traditionele Chinese godsdienst komen de vergeten geesten uit de hel naar boven om voedsel te zoeken (het hongerige-geestenfestival). Ook de combinatie waarin 1-4 voorkomt wordt gezien als ongeluksbrengend. 